# استفانستورپ
شهر استفانستورپ (به سوئدی: Staffanstorp) در بخش استفانستورپ در کشور سوئد واقع شده‌است. جمعیت این شهر ۲۱۵۳٫۱۹ نفر است.